# Эскос (Атлантические Пиренеи)
Эско́с (фр. Escos) — коммуна во Франции, находится в регионе Аквитания. Департамент — Атлантические Пиренеи. Входит в состав кантона Ортез и Тер-де-Гав и дю Сель. Округ коммуны — По.
Код INSEE коммуны — 64205.

## География

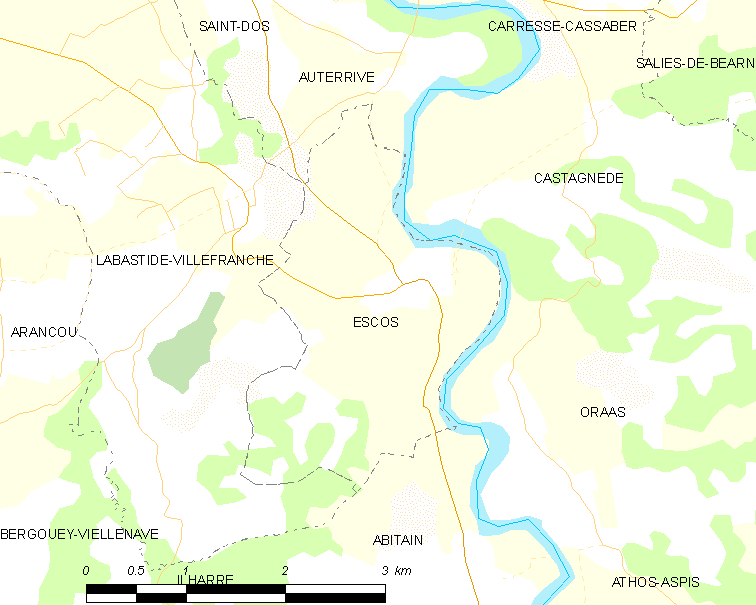
Карта коммуны

Коммуна расположена приблизительно в 660 км к югу от Парижа, в 160 км южнее Бордо, в 55 км к западу от По.
На востоке коммуны протекает река Гав-д’Олорон.

### Климат
Климат тёплый океанический. Зима мягкая, средняя температура января — от +5°С до +13°С, температуры ниже −10 °C бывают редко. Снег выпадает около 15 дней в году с ноября по апрель. Максимальная температура летом порядка 20-30 °C, выше 35 °C бывает очень редко. Количество осадков высокое, порядка 1100 мм в год. Характерна безветренная погода, сильные ветры очень редки.

## Население
Население коммуны на 2010 год составляло 254 человека.
| 1962 | 1968 | 1975 | 1982 | 1990 | 1999 | 2010 |
| ---- | ---- | ---- | ---- | ---- | ---- | ---- |
| 287  | 282  | 269  | 256  | 241  | 217  | 254  |

## Администрация
| Период | Период | Фамилия       | Партия | Примечания |
| ------ | ------ | ------------- | ------ | ---------- |
| 1995   | 2001   | Жан Ларра     |        |            |
| 2001   | 2020   | Даниэль Виньо |        |            |

## Экономика
В 2010 году среди 137 человек трудоспособного возраста (15-64 лет) 99 были экономически активными, 38 — неактивными (показатель активности — 72,3 %, в 1999 году было 69,6 %). Из 99 активных жителей работали 86 человек (42 мужчины и 44 женщины), безработных было 13 (9 мужчин и 4 женщины). Среди 38 неактивных 12 человек были учениками или студентами, 18 — пенсионерами, 8 были неактивными по другим причинам.

## Достопримечательности
- Церковь Св. Иоанна Крестителя (XV век)[4]

## Фотогалерея

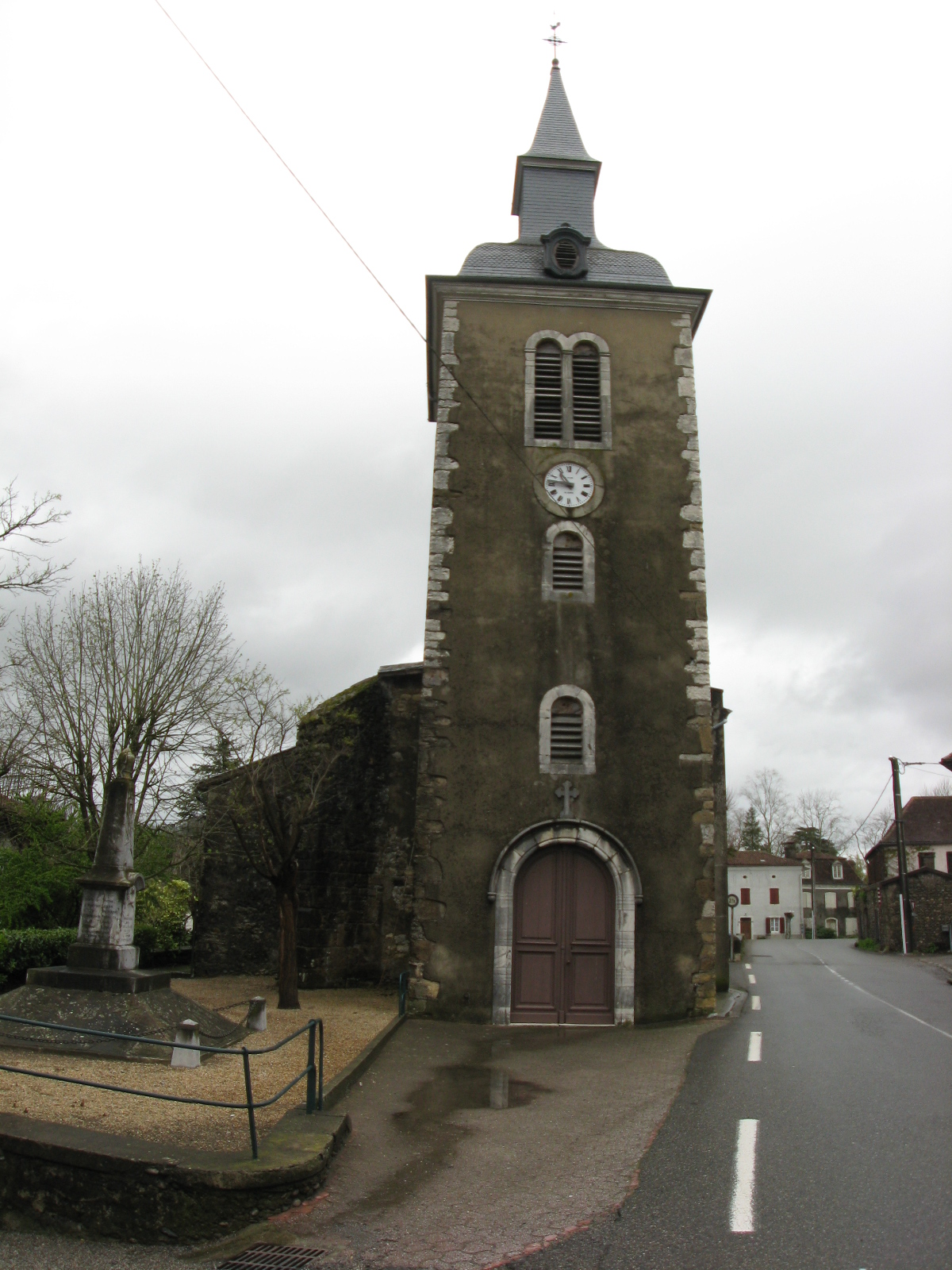
Церковь Св. Иоанна Крестителя
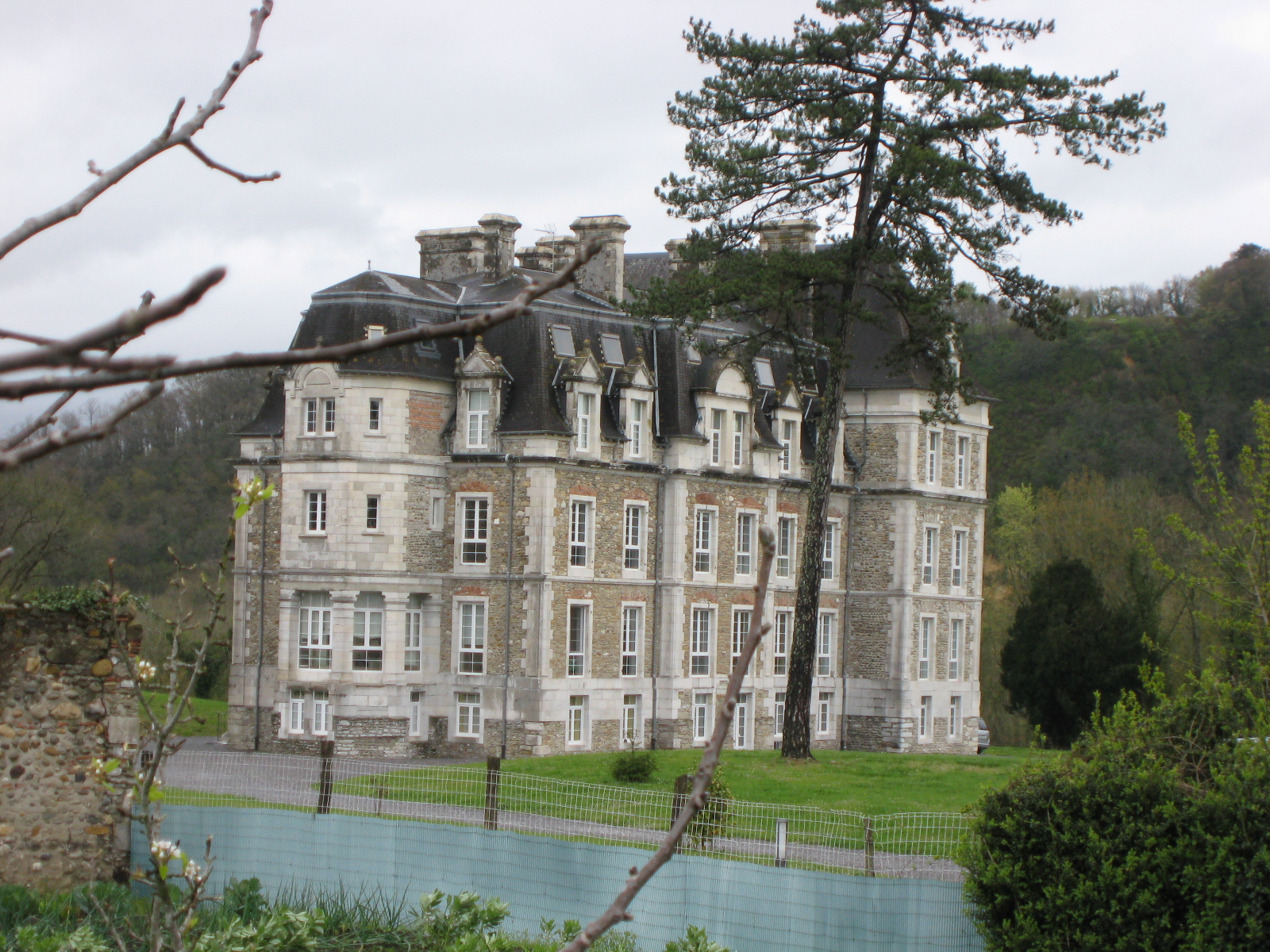
Замок Эскос
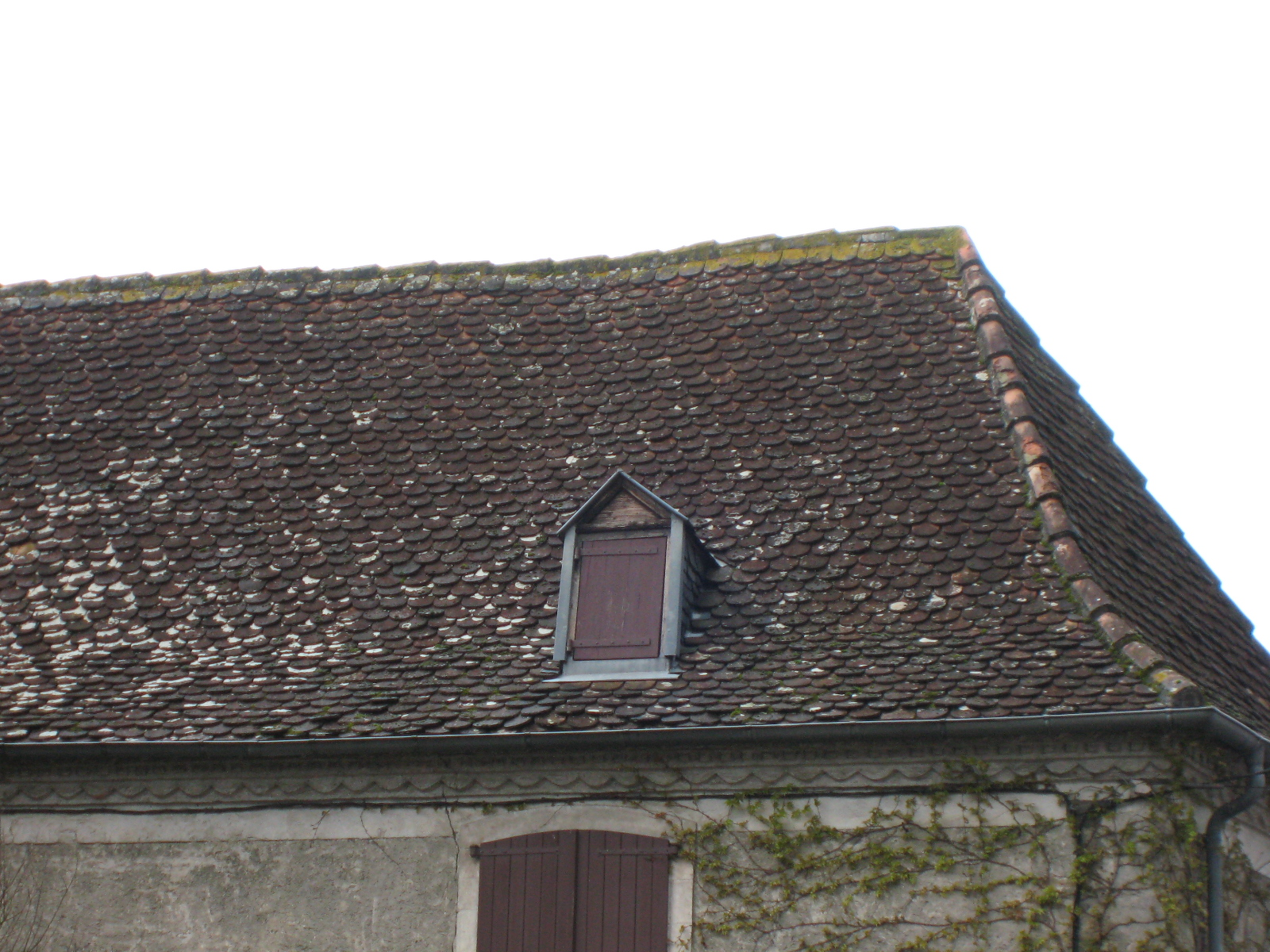
Типичная местная черепичная крыша «пикон»